# Cuscuta durangana
Cuscuta durangana är en vindeväxtart som beskrevs av Truman George Yuncker. Cuscuta durangana ingår i släktet snärjor, och familjen vindeväxter. Inga underarter finns listade i Catalogue of Life.